# Alfred Fentiman
Alfred George Fentiman (* 4. Oktober 1867 in Lewisham; † 27. Juli 1943 in Brentford) war ein britischer Radrennfahrer und Motorbootfahrer.
Fentiman war von Beruf Zahnarzt. Als Radrennfahrer nahm er in den 1890er Jahren an Britischen Meisterschaften teil und stellte einen nationalen Rekord auf.
Fentiman nahm an den Olympischen Spielen 1908 in London über 40 Seemeilen in der A-Klasse teil. Gemeinsam mit Thomas Scott-Ellis, 8. Baron Howard de Walden, startete er auf dem Boot Dylan. Zunächst sollte die Dylan im Duell gegen das Konkurrenzboot Wolseley-Siddeley von Hugh Grosvenor, 2. Duke of Westminster, antreten, doch Fentimans Boot musste das Rennen nach der ersten Runde verlassen und, da kurz darauf schlechtes Wetter auch das verbleibende Boot Grosvenors behinderte, wurde das Rennen verschoben. Am nächsten Tag war die Dylan nicht mehr am Start. Somit war sie das einzige Boot, welches in keinem Finale startete. Das Finale in der A-Klasse wurde zwischen der Wolseley-Siddeley und der Camille des Franzosen Émile Thubron ausgetragen, wobei Thubron siegte.
Nach 1908 wurde Motorbootsport niemals mehr olympische Disziplin, sodass Alfred Fentiman einer von wahrscheinlich nur 13 oder 14 Teilnehmern war, die je bei olympischen Motorbootwettbewerben gestartet sind.